# Atropellament mortal de Charlottesville
El 12 d'agost de 2017, un cotxe a gran velocitat va envestir un grup de manifestants contraris a la marxa ultradretana Unite the Right a Charlottesville, Virgínia.
Una dona de 32 anys, Heather Heyer, morí i 19 persones més van resultar ferides. El conductor del vehicle, James Alex Fields Jr., va ser arrestat i condemnat, posteriorment, a presó perpètua. L'autor de l'atropellament havia expressat amb anterioritat les seves idees supremacistes blanques i neonazis.